# Pro Velo Suisse
Pour les articles homonymes, voir Pro Velo.
 (février 2022).
Si vous disposez d'ouvrages ou d'articles de référence ou si vous connaissez des sites web de qualité traitant du thème abordé ici, merci de compléter l'article en donnant les références utiles à sa vérifiabilité et en les liant à la section « Notes et références ».

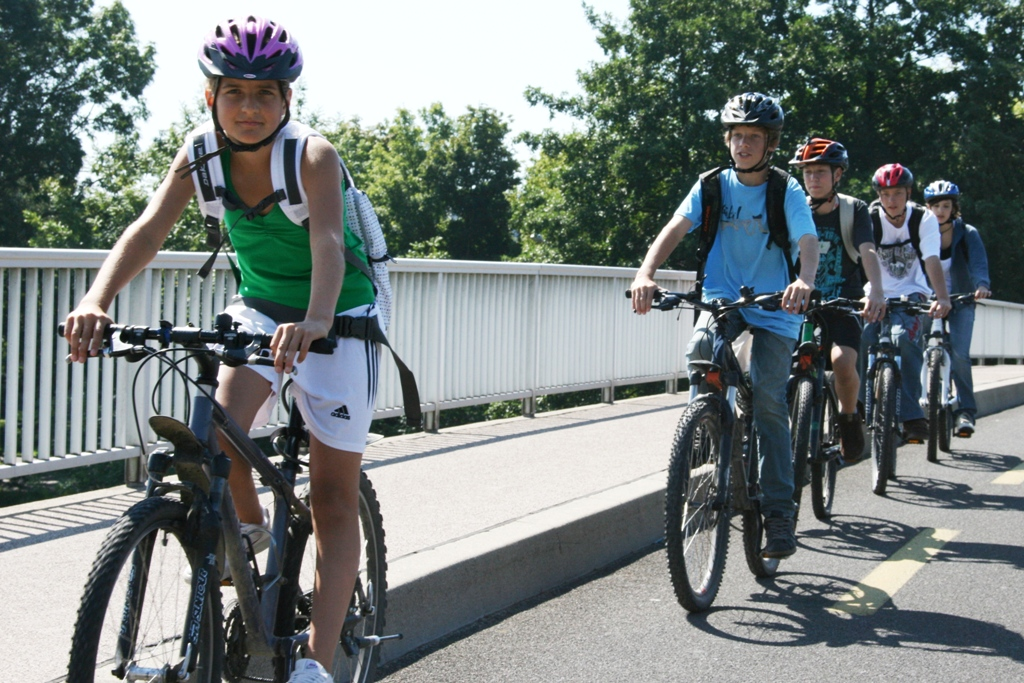
Lancement de « bike2school » à Bienne en août 2008

Pro Velo Suisse (ou Pro Velo Schweiz) est une association faîtière de promotion du vélo au quotidien et de défense des cyclistes en Suisse. Elle regroupe une trentaine d'associations régionales réparties dans tout le pays, réunissant plus de 25 000 membres individuels. Cette association est politiquement indépendante et sans but lucratif.

## Historique
La première communauté d'intérêts (CI), ou Interessengemeinschaft (IG), a été créée localement en 1975 à Bâle. Des groupes se créent aussi à cette époque à Berne, Coire, Zurich et Genève.
En 1985 est fondée « CI Vélo Suisse » (« IG VELO Schweiz », communautés d'intérêts vélo), un modeste secrétariat est ouvert à Berne. Outre la promotion du vélo et le soutien aux associations régionales, l'association lance au milieu des années 90 le cours « Sécurité à vélo », puis le « Prix vélo » et les actions « bike2school » et « bike to work ».
Le nouveau nom « Pro Velo Suisse » a été adopté au niveau national en janvier 2008, et déjà deux ans auparavant en Suisse romande. En 2010, le secrétariat central occupe 9 salariés. L'association est présente dans toutes les régions linguistiques depuis la création d'une section au Tessin en été 2010.

### Président
- Depuis le 30 novembre 2024 : Delphine Klopfenstein Broggini[3]
- Du 29 avril 2017[4] au 30 novembre 2024[3] : Matthias Aebischer
- Du 28 avril 2009[5] au 29 avril 2017 : Jean-François Steiert
- De 2003 au 28 avril 2009[5] : Jacqueline Fehr

## Activités

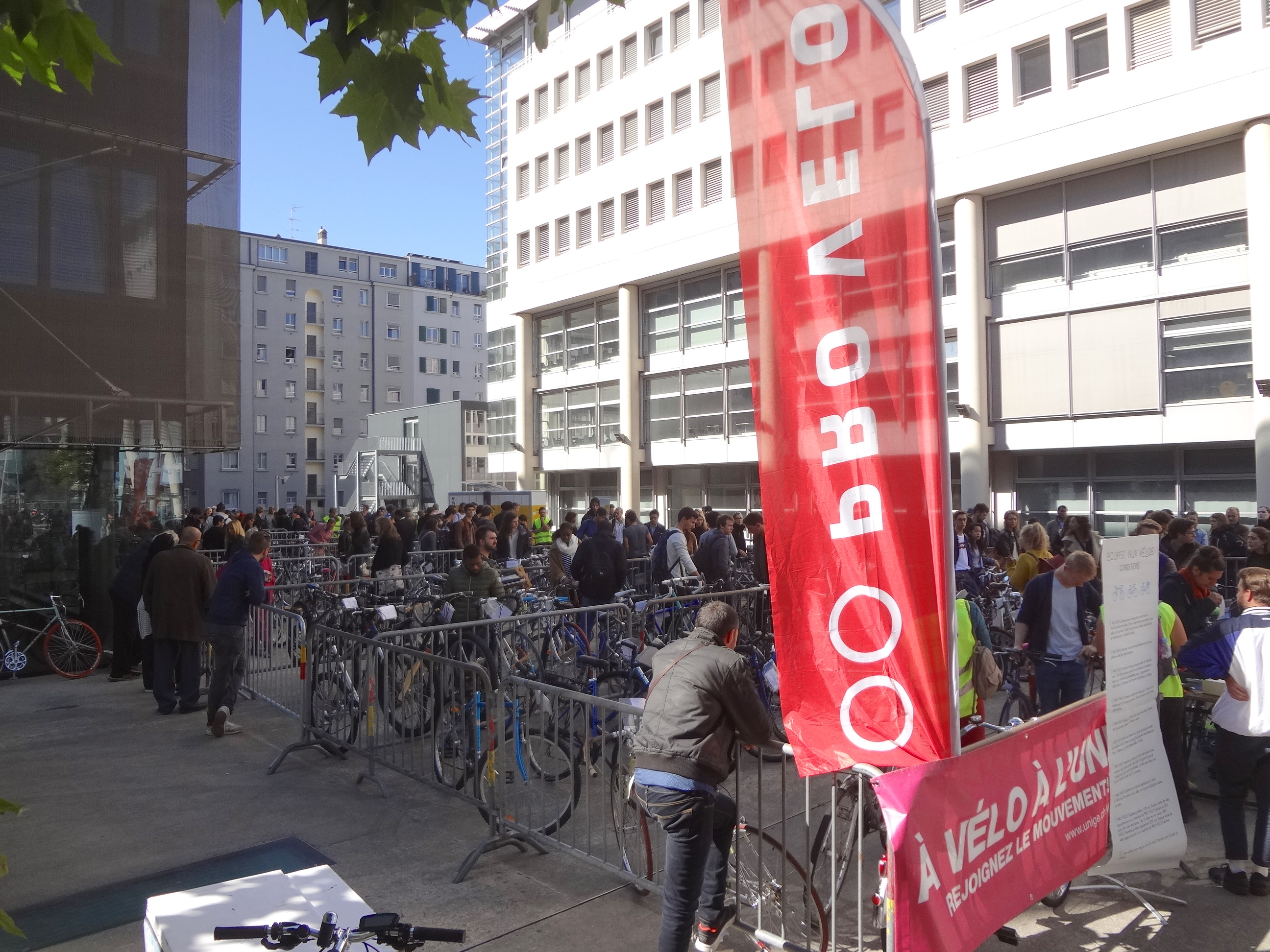
Bourse aux vélos devant Uni-Mail (bâtiment de l'université de Genève), à Plainpalais.

Les buts de l'association sont centrés sur la dimension écologique du cyclisme. Elle intervient dans les domaines de la politique des transports, de la sécurité routière et de la protection de l'environnement.
En tant qu'association faîtière, Pro Velo coordonne les activités de ses membres et représente les intérêts des cyclistes aux niveaux supra-régional et national. Sur le plan politique, des études et des campagnes sont menées, des pétitions ou initiatives populaires sont lancées. Pro Velo travaille à l'amélioration de la coordination du transport privé non-motorisé avec les transports publics.
L'association publie en Suisse alémanique le « Velojournal », et en Suisse romande « PRO VELO info » (66 numéros de 2007 à 2023, de 4 000 à 6 500 abonnés). En 2024 démarre une communication intégrée sur le plan Suisse, avec deux salariées (60% pour la rédaction romande et 80% pour la rédaction alémanique), et un nouveau magazine (« PRO VELO magazine », ISSN 2813-9968) national trimestriel papier et numérique, qui continue à inclure des suppléments régionaux y compris pour le Tessin.
Les groupes locaux ou régionaux s'engagent concernant la politique des transports, pour des liaisons plus sûres et plus rapides, ainsi que pour des places de parc. Ils proposent aussi des cours de conduite et des conseils concernant la sécurité, des bourses aux vélos, des ateliers de réparation.

## Projets particuliers
Le prix « Entreprise-Pro-Velo » récompense les entreprises, privées ou administrations publiques, qui favorisent l'utilisation du vélo par leurs employés. Le « Prix-Velo-Infrastructure » récompense les communes, cantons ou privés qui ont contribué à des mesures concrètes pour plus de sécurité et de confort concernant la circulation des vélos.
Depuis les années 1990, des cours de sécurité à vélo sont proposés aux familles, jeunes ou adultes. Il s'agit de compléments aux cours officiels donnés dans les écoles.
« À vélo au boulot » (Bike to work) est une action d'incitation à se rendre au travail à vélo, qui a lieu chaque année depuis 2005. En 2011, plus de 50 000 personnes ont réalisé leurs déplacements de pendulaire à vélo pendant le mois de juin. Plus de 1 350 entreprises ont participé à l'action, dont 7 parmi les 10 employeurs les plus importants en Suisse.
De manière analogue, « bike2school » promeut le vélo sur le chemin de l'école et sensibilise enfants et parents aux questions de sécurité et de santé.